# Molen Menu

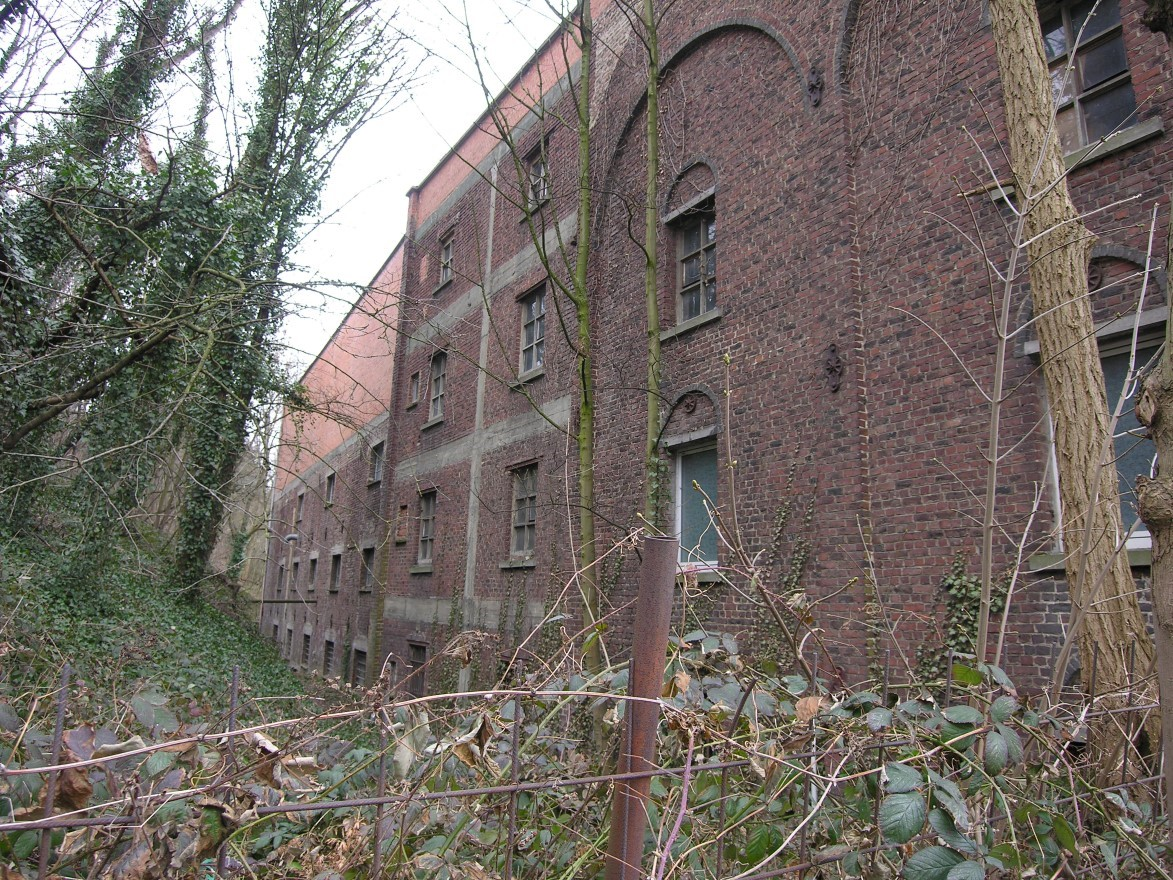
Molen Menu

De Molen Menu is een voormalige watermolen in de Vlaams-Brabantse plaats Linkebeek, gelegen aan de Brouwerijstraat 41.
Deze bovenslagmolen op de Linkebeek fungeerde als papiermolen en later als korenmolen.

## Geschiedenis
De molen werd gebouwd in 1796 als papiermolen en 1824 werd hij omgebouwd tot korenmolen. In 1846 werd -door August Menu- naast de molen een brouwerij gebouwd. Deze breidde meermalen uit. In 1927 werd de brouwerij samengevoegd met de Brasserie de Merlo te Ukkel en ging verder onder de naam: Brasserie de Linkebeek et de Merlo réunis ofwel Merlink. Deze brouwerij sloot in 1955 en in 1958 werden de gebouwen aangekocht door de firma Plumka, die dekbedden en kussens vervaardigt. De inventaris van de brouwerij werd toen uiteraard verwijderd maar de gebouwen zijn blijven bestaan.